# Zima u Mumindolu
Zima u Mumindolu peta je u nizu Moominovih knjiga Tove Jansson, Švedsko - Finske spisateljice, objavljena 1957. U ovoj knjizi Jansson prvi puta koristi novi, mračniji i tamniji ton u odnosu na ranije knjige koje je napisala u ostatku serijala. Ovo originalno remek djelo za djecu ima mnogo slojeva: suptilno upućuje da se treba suočiti s nepoznatim, ističe važnost prijateljstva te pokazuje svu moć i veličanstvenost prirode. Često je Mumin u ovoj knjizi bio usamljen, jadan, ljut ili uplašen, upravo zbog činjenice da je prisiljen preživjeti u svijetu u kojem osjeća da mu ne pripada.
Po uzoru na knjigu adaptirane su 22., 23. i 37. epizoda animirane serije Mumini iz 1990.

## Sadržaj
Svi znaju da obitelj Mumin svaku zimu spava zimski san. No ove godine Mumin se probudio usred zime. I nije mu bilo lako jer su Mumimmama i Mumintata i dalje spavali. Sav izgubljen i istrašen, Mumin je ipak odlučio izaći iz kuće. Iznenadio se, neugodno. "Vani je sve bijelo", pomislio je. Strašno se razljutio na zimu. Tko kod ona bila, zaista je drska, sve je prekrila snijegom. Nigdje nije bilo niti žive duše. Otkrio je potpuno novi, njemu nepoznati svijet, gdje se sunce nikada ne diže, a zemlja je prekrivena hladnim, bijelim, mokrim pokrivačem.
Mumintrol je najprije bio usamljen, ali ubrzo je upoznao Too-ticky, pametnu prijateljicu koja pjeva neobične pjesme, a nedugo zatim susreće staru prijateljicu Malu Maj koja se također probudila iz zimskoga sna.
Prijatelji su zajedno napravili snježnog konja za Kraljicu Hladnoće, bez koje zima ne može proći, a ne smiješ ju niti pogledati u oči jer ćeš se smrznuti do smrti.
Kako je zima prolazila, tako su dolazila mnoga čudna stvorenja u Mumindol u potrazi za skloništem i ukusnim pekmezom Muminmame.

## Likovi
- Mumin
- Mala Maj
- Too-Ticky
- Groma (Mora)
- Hemul
- Mrvica
- Salome